# داکیو

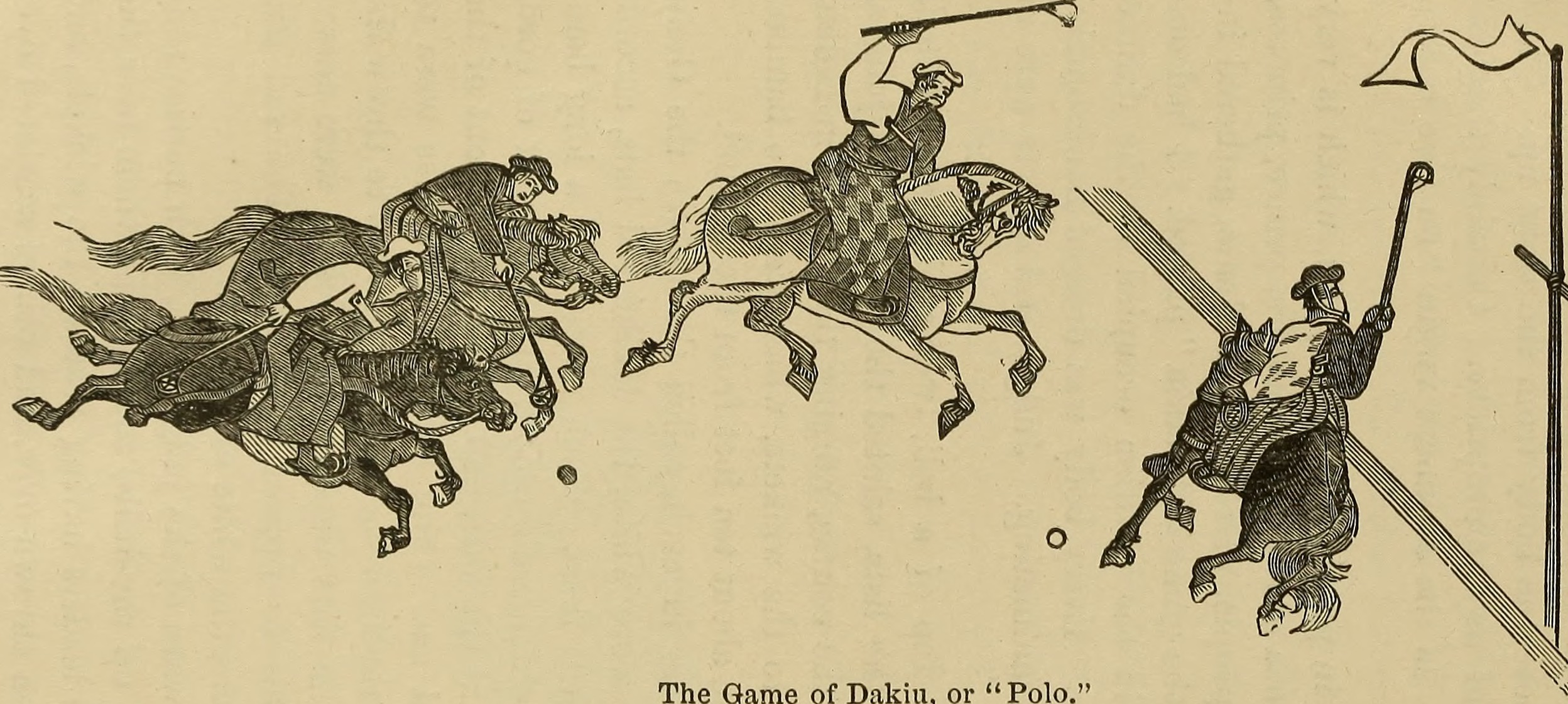

داکیو (انگلیسی: 打毬,, da kyū;) یک ورزش سوارکاری در شرق آسیا با شباهت‌هایی به چوگان است. بازی ای است که در آن بازیکنان در حین اسب سواری به توپ ضربه می زنند و نمونه اولیه چوگان است که در انگلستان رایج بود. گفته می شود که منشاء آن در پرشیا (ایران کنونی) بوده و در دوره هی‌آن به ژاپن معرفی شده است.